# 广州商团
广州商团（Canton Merchants Volunteers Corps），又称商团军，是1912年成立于中国广东省广州市的一支民兵组织，旨在保护广州商界的利益。商团以广州西关商业区为主要活动基地，西关被誉为“广州的华尔街”，在清末民初的战乱及军阀时期，致力于维护商业稳定和地方治安。1924年，因广州商团事变，商团被广州革命政府击败并解散。

## 历史

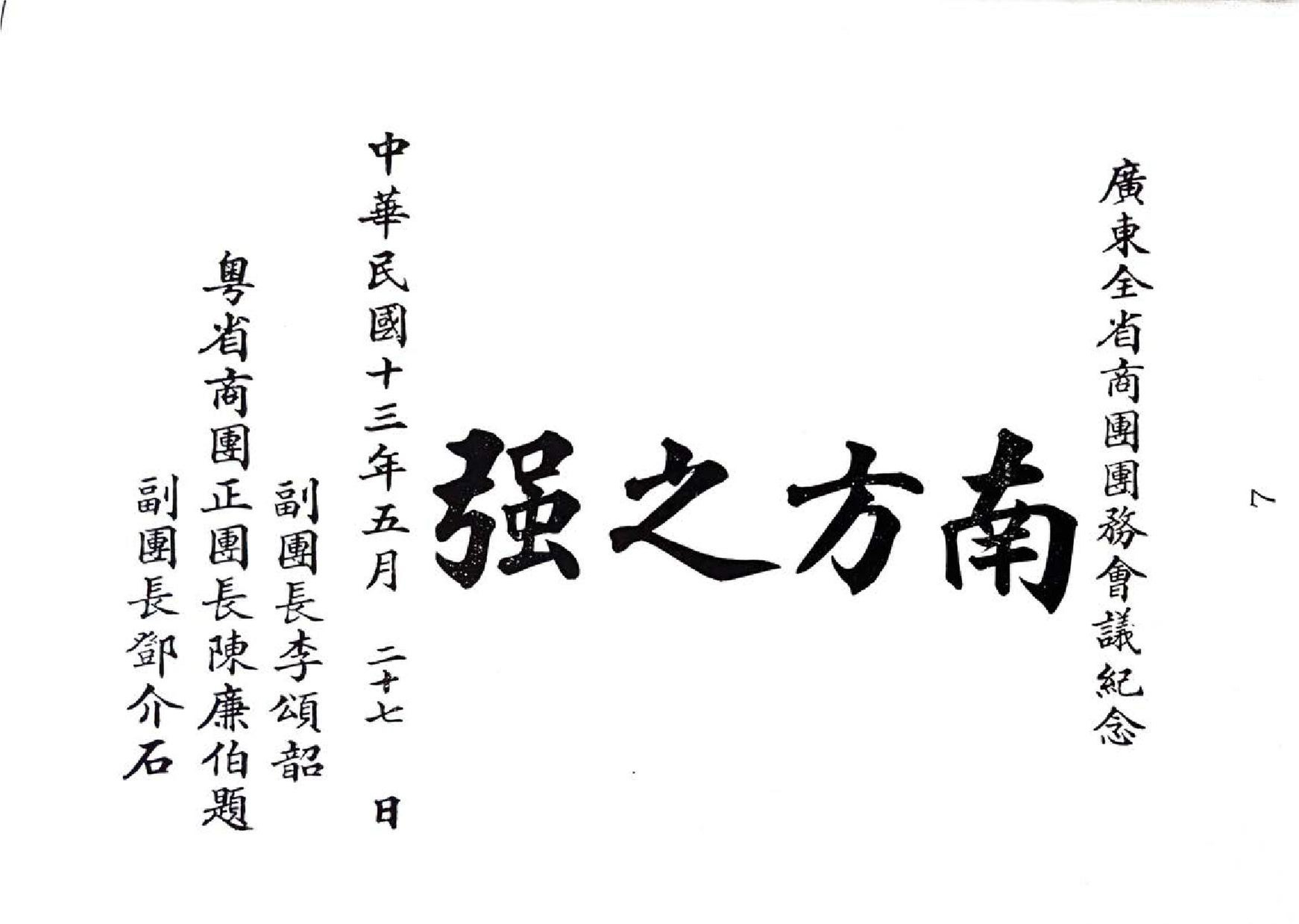
廣東全省商團團務會議纪念题词“南方之强”

广州商团成立于1912年，受上海公共租界商团模式的启发，由商人岑伯著倡议，陈廉伯担任总团长并兼任粤商公安维持会（商团公所）理财课主任。商团成立的背景是晚清及民初的动荡，包括匪盗猖獗及军阀统治，如北洋军龙济光、旧桂系陆荣廷、陈炳焜和莫荣新等时期。陈廉伯通过借款购置枪械，资助商团运作，使其在广州政权更迭中维持商业秩序，保护商界利益。 商团的产生和发展深受社会环境影响，特别是在辛亥革命后，面对土匪横行和政局不稳，粤商逐渐意识到“官之卫民不如民之自卫”，遂推动商团的建立与扩展。
1916年，岑伯著于海珠事变中去世，黄鹭塘接任团长。1917年，陈廉伯任粤商公安维持会代理评议长，进一步武装商团。1919年，商团完成改组，仿效西方议会制，建立由23名评议员组成的评议会，每年选举，可连任，陈廉伯当选总团长。1924年，商团规模增至约13,000人，联合珠三角地区100多个商团组织，覆盖东莞、四邑、南海等地，成员包括数万名商人和雇员。在民国早期，广州商团在广州政权更迭中保持中立，避免卷入政治派系争斗，并因此赢得了民众支持。 陈廉伯上台后，商团进入快速发展轨道，逐渐形成以商团为核心、民团为外围、士绅和商人为社会基础、以“民治”或“自治”为理念的社会网络，孕育了“大商团主义”，试图以商团实力与广州政府分庭抗礼，追求建立“商人政府”的理想。
1923年，孙文重返广州建立政权。中国国民党多次尝试拉拢商团加入其阵营，如派许崇智、吴铁城等人接触商团要人，但商团坚持无党派立场。陈廉伯在与廖仲恺的对话中表示，商人的财产和家庭固定于广州，若加入国民党可能因政治变故受损，因而拒绝入党。1924年6月，政府提议为商团授旗，但商团反对接受国民党旗帜，仅同意接受商团旗，拒绝党国体制。
商团多次通过罢市抗议广州革命政府的税收政策，如1924年5月针对“统一马路业权法案”的全市大罢市，迫使政府让步。 1924年夏，商团因政府加征各种苛捐杂税，组织了多次行业罢市，如烟酒商、糖商、鞋商等抗议附加税，佛山及东莞等地商团也因税负问题参与罢市行动。 1924年8月，商团从欧洲订购了9000余支步枪、40挺机关枪及数百万发子弹，该批军火被广州革命政府扣押，理由是许可证不符及怀疑谋反，导致双方矛盾激化，最终引发广州商团事变。

## 组织与结构
广州商团采用民主治理模式，效仿西方议会政治，最高权力机构为评议会，负责制定战略和选举领导人。1919年改组后，设立十个分团，由总团长统一指挥。商团通过设立评议会，移植西方代议制度，评议会由23名评议员组成，包含10个分团各选2名代表及公安维持会正副会长3人，任期一年，可连任。 评议会分为常会和临时会，议案需半数以上评议员同意通过，团长负责执行但享有一定自主权，若与评议会意见相左，则由商团全体大会裁决。 1924年5月，商团成立广东省商团军联防总部，由陈廉伯任联防总长，邓介石和陈恭绶为副总长，李颂韶等11人为参事会参事，总部设于广州西关。联防总部下设八大处，仿照军队高级司令部，管理作战、后勤和通信，公文格式类似政府文书，形同独立军事机构。
商团成员主要为广州及珠三角的商人和雇员，职责包括自卫、保护商业利益及维护治安。为提升能力，商团计划采购大炮、机关枪、手枪等武器，并筹建医院、救护队和弹药厂，拟拨出全省商界价值数千万元的善产半数用于扩充军备。 商团还设立模范队，培训体魄强健、文理通顺的团员，学习军事理论和操练，武器精良，旨在培养核心力量。 在陈廉伯主持下，商团放宽入团条件，允许缴纳团费者经介绍成为正式团员，享有选举权，即使不出操也可由他人代操，扩大了组织规模，但仍以商人为核心，未泛化为雇佣军。

## 社会救济
广州商团在社会救济方面发挥了重要作用，逐渐取代传统善堂和商会，成为民初广东社会救济的主体。 商团自成立之初即以慈善和公益为己任，除维持商场治安外，还兼办救灾和救助活动。1915年珠江流域大水灾期间，商团在岑伯著领导下积极参与救援，昼夜不息，协助核计灾民、筹集款项，累计耗资160余万元，展现了其社会动员能力。 陈廉伯上台后，设立救火队，完善消防体系，并组织粮食救济会应对1919年米荒危机，通过筹款和贷款购米，缓解广东粮食短缺。 商团还参与平抑米价、调剂粮荒，联合善堂和商会设立平粜公所，商团成员担任主要职务，确保救济工作高效推进。 这些举措提升了商团的社会声誉，使其成为粤省民间社会的重要力量。

### 商团事件后救济
商团事件后，西关商业区化为焦土，商民流离失所，急需赈济。华商总会、东华医院及省内各商会善团联合成立“省港澳合办调查广州市灾区赈灾会”（简称赈恤会），负责善后救济工作。 赈恤会以一德路广州医院为办公地点，推举王棠为正会长，李芝畦为临时主席，省城由王召南任总理，香港、澳门各推举一名协理。 赈恤会向省署请求免除商团罚款，并展开灾区调查，派员赴香港洽谈平籴事宜。11月11日，赈恤会讨论平籴办法，推举王棠、崔通约等人为筹备员，存款由赈恤会统一管理，确保赈款安全。 西关医灵庙和商团总所旧址被设为平籴所，分别于11月23日和25日开办，赈济灾民，米价定为每元十三斤，较市面低廉，吸引大量灾民，首日售米超2400元。 赈恤会还采购棉衣棉被，缓解冬季灾民需求，省港各界认捐数万元，支持赈灾至年底。 然而，赈济工作完成后，粤省商人在民间救济中的角色减弱，传统善堂如崇正堂、互助医院及基督教会接手部分事务，但整体救济能力下降，未能有效填补商团解散后的空缺。

## 意识形态
在陈廉伯领导下，广州商团逐渐形成了“商团主义”与“商人政府”理念，以“民治”和“自治”为核心理念，追求建立“商人政府”。 商团通过创办《粤省商团月报》、设立体育会、商业学校、俱乐部等，增强内部团结和自我认同，营造“资产者公共领域”。 商团认为商人作为国家“最优良的分子”，负有“救粤”使命，试图通过实力改善商业生态，甚至取代现有政权。 其政治抱负体现在频繁的罢市运动和全省联团活动中，1924年商团联合138埠发起两次全省大罢市，展现了强大的社会动员能力。

## 解散
1924年10月，广州商团在广州商团事变中被广州革命政府击败，组织被强制解散。冲突造成约2000人死伤，财产损失近5000万港元，西关商业区多处被毁，部分成员流亡至香港和澳门。流亡香港的商团成员于西关之战周年时，在香港举行纪念活动，悼念阵亡者，表达对国民党政府的反对。陈炯明、唐继尧挽联称其为“民治之盾”及“反共先驱”。
商团事件后，广州政府对商团实施严厉处置，商团总所及分所被充公，部分用作公益，如拨作教育用地或收容灾民，部分被军队占用。 商团首领如陈廉伯等人的产业被查封，商团成员被罚款每人毫银一百元，限期缴纳，佛山商团因响应罢市亦受同等处罚。 缴械行动由政府军执行，广州商团枪械被收缴1042支，佛山商团被滇军缴械约1000杆，部分商团如清远、西樵因反抗引发激战，最终被迫改组或解散。部分商团如虎门、顺德通过改组为民团保留部分枪械，但失去独立性，归民团统率处管理。 政府规定未附乱的商团可免缴械，但仍需注册备案，部分商团如石岐、新会通过缴纳罚金或办理枪支注册保留实力。 商团解散导致地方治安空缺，匪徒及军队趁机勒索，商人尝试组建市商团、市民团及保商队等自卫组织，但因政府疑虑及内部争斗，均未成功。治安职能由滇军主持的军警联合督察处及公安局填补，督察处由杨希闵设立，联合滇、湘、桂军及警察巡查，但因经费不足及杨希闵兵变流亡，于1925年6月撤销，治安交由广州卫戍司令部及公安局负责。

## 各方评价

### 正面评价
港英当局与商界、亲商界香港媒体，支持联省自治的陈炯明粤军等对商团持支持态度，指责广州革命政府1924年的暴力镇压，认为其代表商界自卫和地方自治精神，反对广州革命政府的“共产”倾向。在商团事变后由流亡者在香港举办的公祭纪念活动中，陈炯明、唐继尧挽联称商团为“民治之盾”及“反共先驱”。

### 负面评价
中国国民党将广州商团定性为受大英帝国及英属香港操控的“反革命”势力，指其通过私运军火、罢市及制造混乱，试图颠覆广州革命政府，危害民族利益。国民党党报《民国日报》评论称，商团的行动不仅是针对政府，更是“对广东民众的压迫”，其依附帝国主义的本质使其成为革命的首要敌人。国民党认为商团拒绝加入其阵营及武装扩张威胁了政府权威，镇压商团是“革命战争中不可避免的代价”。蒋介石晚年于1973年国庆讲话中评价商团事变为“北伐之师‘胜兵先胜’的关键之战”，认为击败商团遏制了帝国主义的野心，为黄埔军校的建立和北伐奠定基础。
中国共产党视商团为受帝国主义及军阀（如陈炯明、吴佩孚）支持的反革命武装，强调其与工农阶级的矛盾。陈独秀认为镇压商团是“中国工人、农民、国民党左派学生军人”对帝国主义及国内反革命势力的胜利，标志着“革命与反革命争斗的缩影”。茅盾批判商团在双十节游行中的暴行，指其“割肚挖心，切耳朵”等行为激化矛盾。中共领导的广东工团军和广东农团军在事变中支持政府，反映了其将商团视为阶级斗争的敌对势力。周恩来作为中共广东区委委员长及黄埔军校政治部主任，参与指挥作战，认为商团的失败为中共建立武装力量（如大元帅府铁甲车队）提供了契机。中共领导的广东工团军认为商团运武器到广州，“忖其用心,叵测已极”,“迨事发泄,联同逃匿,此其显也。窃以杀人军器私擅购入,当此军事时期,严禁入品,律有明条,乃陈廉伯、陈恭绶等竟敢冒犯,难保无受他方运动,谋害粤人”，“自商团军成立以来，其压迫我工团、残杀我工友之事，不知凡几”，支持政府没收的举动。
共产国际将商团视为受英属香港操控的“法西斯”组织，又稱其為“紙老虎”（或譯“老虎隊”），威胁广东作为“反帝斗争桥头堡”的地位。鲍罗廷认为商团试图夺取政权，若获胜将“等于把政权交给香港”的帝国主义，因此支持镇压商团以巩固革命政府。维经斯基称镇压商团是“中国解放运动史上首次有广大民众参与的反对帝国主义和反革命的斗争”，标志着革命运动的起点。《真理报》将西关称为“法西斯区”，指商团在双十节游行中挑衅，导致民众反对，并赞扬孙中山成功粉碎“法西斯”势力，巩固了革命基础。共产国际认为事件增强了苏俄在远东的权威，为“世界革命”从欧洲转向远东奠定基础。
英国左翼历史学家伯特兰·罗素支持孙文，批评英国驻香港官员及香港上海滙豐銀行煽动“商团叛乱”，试图破坏中国独立。罗素赞扬孙的反帝政策，呼吁英国保持中立，停止干涉中国内政。
中山大学教授邱捷认为，商团的行为超出自卫需要，形同建立独立的政治军事中心，威胁政府权威，商团在同政府对抗的过程中，并无提出具体策略。商团建立联防总部，亦没有向政府申请，并且“其文件语气狂妄，见识却很低下”；商团在同政府、军阀发生冲突时是弱者；但在1920年代劳资矛盾激化、工人运动兴起时，商团往往对比商人更为弱势的工人使用暴力，所以，商团与工人结怨颇深。多数工人不仅不同情商团，而且积极要求政府对它采取强硬政策。而商團的很多行为都远远超出了商人自卫武装的需要。商團拒絕加入國民黨，使政府与商团武装共存的局面難以维持。如果商团联防的各项议案和章程都落实，就会出现一个不受政府统辖的军事和政治权力中心。商团联防会议的高调举行，引起当局者的高度警觉。加以商团决定联防不久，即有大宗军火运到，所以扣留商团军械、禁止商团联防总部的成立，对广东政府而言势在必行。

## 遗产
广州商团是中国近代商界自发组织的独特武装力量，以其治理和政治中立性区别于军阀或党派武装。其组织模式反映了广州商界对地方自治与政治参与的追求，但在与广州革命政府的对抗中被指受外国势力支持，被定性为反革命势力。 商团的失败也推动了中共武装力量的建立和黄埔军校的发展。商团的社会救济功能和“大商团主义”理念，体现了其试图构建类似西方早期现代化“市民社会”的努力。